# 2648 Owa
2648 Owa este un asteroid din centura principală, descoperit pe 8 noiembrie 1980 de Edward Bowell.